# کلرید نیوبیم (V)
کلرید نیوبیم (V) (به انگلیسی: Niobium(V) chloride) با فرمول شیمیایی NbCl۵ یک ترکیب شیمیایی است. که جرم مولی آن ۲۷۰٫۱۷ g/mol می‌باشد. شکل ظاهری این ترکیب، بلورهای دستگاه بلوری مونوکلینیک زرد است.